# Puerto del Carmen

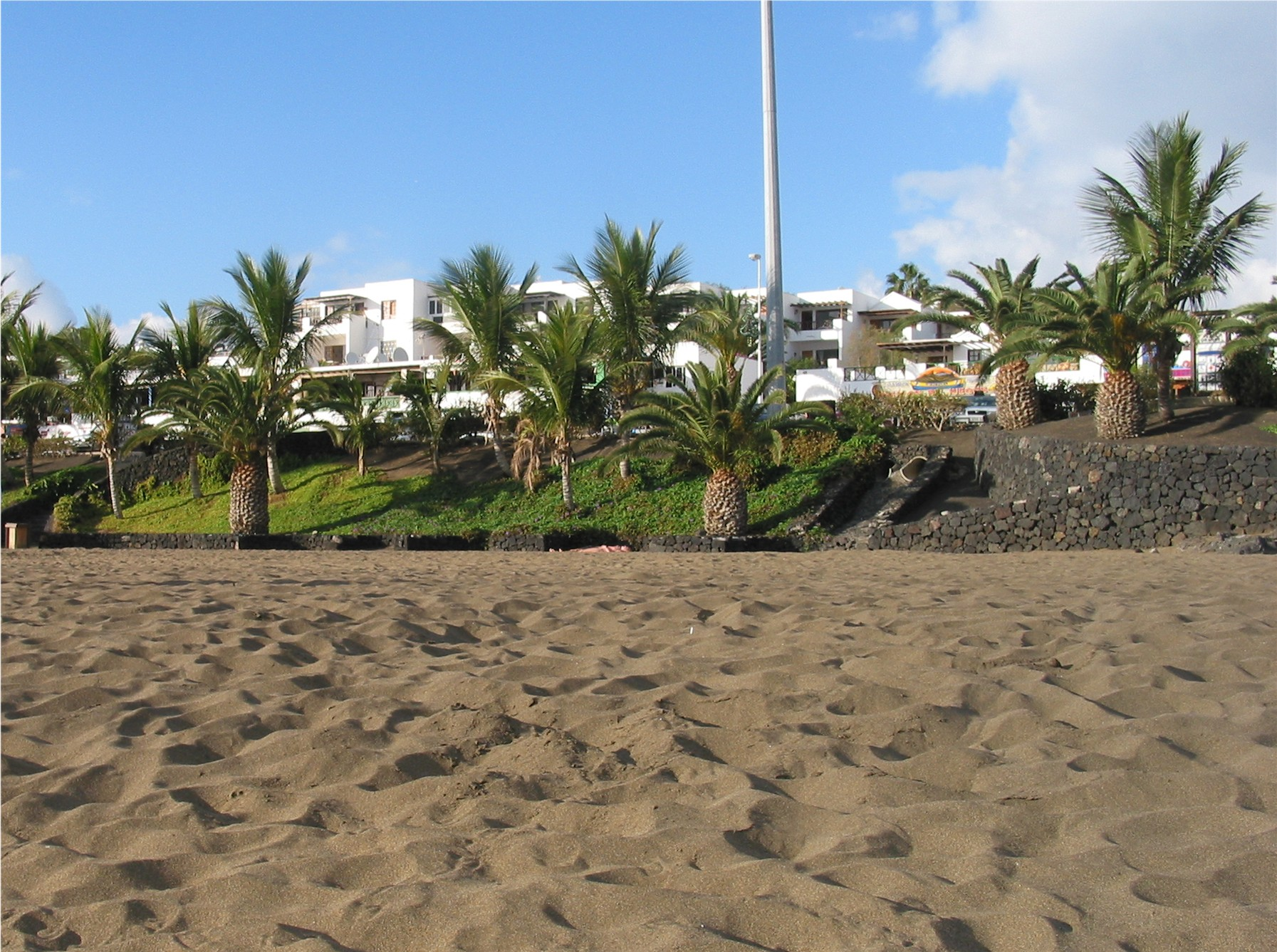
En del av den 7 km långa stranden längs med Puerto del Carmen

Puerto del Carmen är en ort i kommunen Tías på ön Lanzarote, Kanarieöarna. Orten ligger ca 1 mil från Lanzarotes huvudort Arrecife. Den är öns huvudturistort vilket gör att ortens ekonomi främst är baserad på turism. Orten ligger vid Lanzarotes sydöstra kust och var från början en liten fiskeort. Idag bor ca 9 000 invånare i orten, och under högsäsongen befolkas orten av ca 30 000 turister.[källa behövs]

## Turism
Ortens huvudsakliga näring kommer från turismen. Främst lockas folk från Irland, Storbritannien, Tyskland och Skandinavien, samt även från Spaniens fastland. Längs den sju km långa kustlinjen löper ortens huvudgata, Avenida de las Playas. Gatan kantas av små affärer, barer och restauranger.
Den gamla delen av orten inkluderar hamnen, Puerta Tinosa. Här finns även fler restauranger och barer och utsikt över havet och vulkaniska berg i Papagayobukten. Vid klart väder kan man tydligt se grannön Fuerteventura. 

## Historia
Puerto del Carmen fungerade från början som en fiskeby längs kusten, och drabbades hårt av det sex år långa vulkanutbrottet mellan år 1730 och 1736. 
Puerto del Carmen har, som alla orter på Lanzarote, designats av Cesar Manrique. Han satte upp regler för hur städerna fick utformas. Husen skulle bland annat aldrig vara högre än den högsta palmen, alla husen skulle vara vita och fönster, dörrar och utsmyckningar fick enbart vara blå, bruna eller gröna. Än idag är orten uppbyggd på detta sätt och det finns strikta regler för nybygge och ommålning. Idag får dock husen byggas högre. 
Puerto del Carmen är uppdelat i tre delar. "Matagorda" som ligger närmast Arrecife och flygplatsen, den "nya delen" och den "gamla delen". Den gamla delen av staden är uppbyggd för att likna gamla spanska fiskebyar medan den nya delen av Puerto del Carmen är något modernare, men fortfarande byggd i samma enhetliga stil. Den nya delen av orten ligger utmed kustlinjen, främst utmed huvudgatan Avenidas de las Playas, och har byggts upp över de senaste 20 åren[när?] efter att turismen ökat kraftigt under 1980-talet.[källa behövs]